# Сайид Хусейн Али Хан Барха

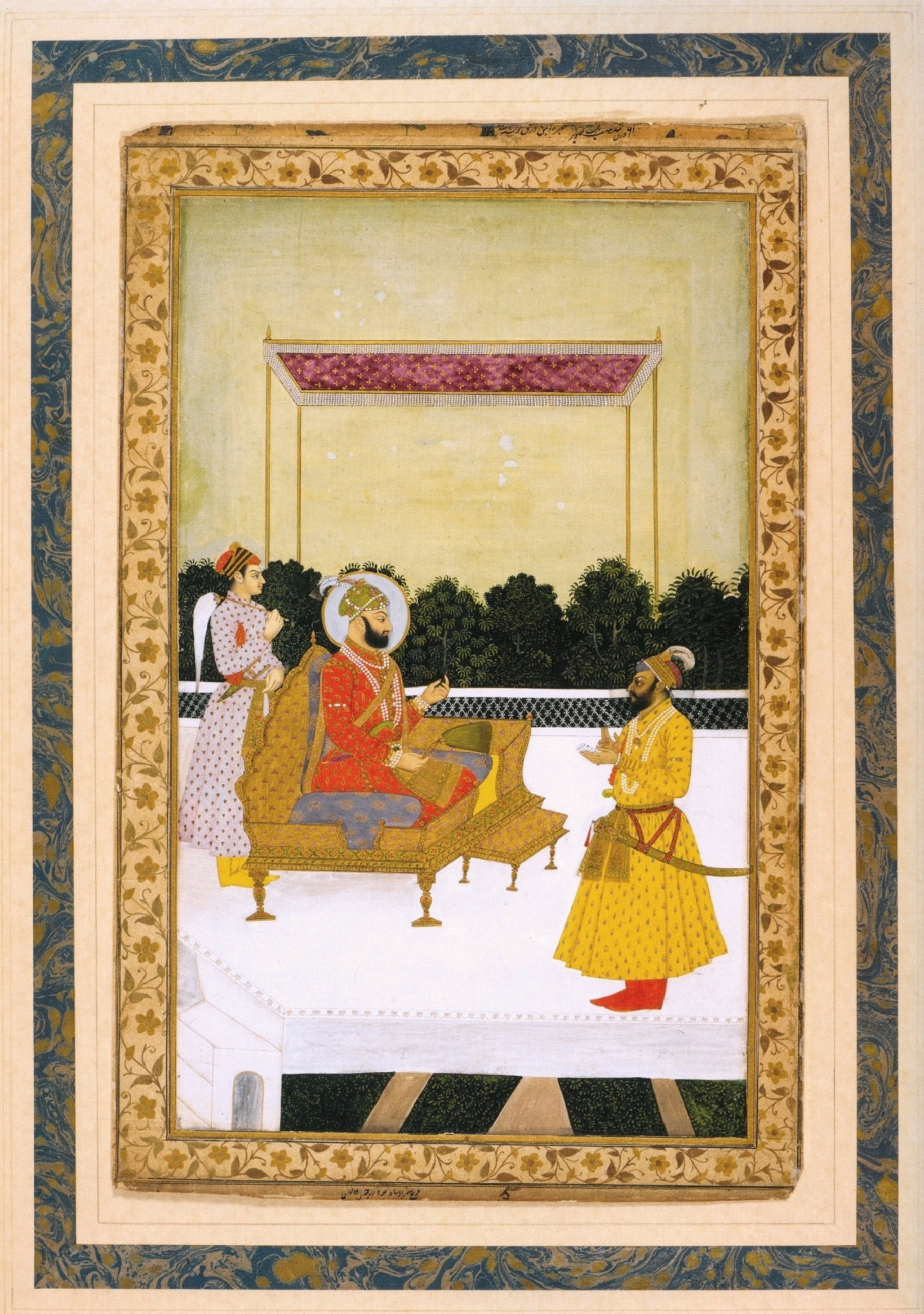
Император Фаррух-Сияр принимает Хусейна Али хана.

Наваб Сайид Хусейн Али Хан Барха (1666 — 8 октября 1720) — крупный могольский политический и военный деятель, официально известный как Ихтишам-уль-Мульк. Наиболее известен тем, что приказал убить императора Фаррух-Сияра, в основном в попытке остановить многочисленные попытки покушения, которые последний приказал совершить против него и его брата Абдуллы Хан Барха. Хусейн Али Хан возвысился как делатель королей в начале XVIII века в Индии, когда он также был де-юре правителем Аурангабада, правителем Аджмера по доверенности и субадаром Декана.
И Хусейн Али Хан, и его брат Абдулла Хан II приложили руку к возведению или низложению (или одновременно к возведению и низложению) нескольких императоров на трон в Дели, в том числе: Бахадур Шаха I , Джахандар Шаха, Фаррух-Сияра, Рафи уд-Дараджата, Шаха Джахана II , Ибрагима и Мухаммада Шаха, и в конечном итоге стали фактическими правителями субконтинента к началу XVIII века, в то время, когда экономика Индии была крупнейшей в мире.

## Ранняя жизнь и семья
Сайид Хусейн Али Хан Барха был вторым сыном наваба Аджмера Сайида Миана Абдуллы хана I. Его семья была потомками четвёртого халифа Али, и после миграции в древние времена в Индию семья быстро утвердилась как военная знать, статус, который они имели при различных империях, в частности, в Делийском султанате, а затем в империи Сур. Барха считались древней знатью, и во времена правления Аурангзеба они пользовались престижем навабов Аджмера или Дахина, главных королевств, обычно предназначенных для принцев крови.
Он начал свою раннюю карьеру в качестве фаудждара во время правления Аурангзеба и в конечном итоге получил более высокие должности после поддержки Бахадур-шаха I в войне за престолонаследие, последовавшей за смертью Аурангзеба.

## Биография
Хусейн Али Хан занимал пост бахши (премьер-министра или министра обороны империи, полномочия которого часто выходили за рамки военного министерства) Империи Великих Моголов и лично наблюдал за прекращением восстания Аджита Сингха . Уильям Ирвин отмечает, что он был «Действительно дружелюбен к бедным и не склонен к угнетению». Во время своего правления в Аурангабаде Барха начал строительство водохранилища, моста и других общественных работ.

## Смерть
В конечном итоге он был убит тюркской знатью, также известной как фракция Турани. Под предлогом представления петиции, касающейся его истощенных войск, Хайдер Бег Дуглат смертельно ранил ножом Хусейна Али Хана, когда его внимание было отвлечено чтением петиции. Хайдер Бег Дуглат был немедленно убит четырнадцатилетним племянником Хусейна Али хана Сайидом Нураллой Ханом (Сайид Нур Али), который сам был немедленно убит воинами Великих Моголов. Согласно историку Хизр Хану, Хусейн Али Хан был похоронен в могиле своего отца в Аджмере.

## Титулы
После того, как он помог императору Фаррух-Сияру взойти на императорский трон Дели, Хусейн Али Хан Барха был удостоен должности Мир Бакши и получил следующие титулы и наименования: Умдат-уль-Мульк, Амир-уль-Умара, Бахадур, Фероз Джанг, Сипах Сардар.